# Worlds Collide
Worlds of Collide — шостий студійний альбом фінського рок-гурту Apocalyptica, який вийшов 14 вересня 2007 року. В запису альбому брали участь: Тілль Ліндеманн, Корі Тейлор, Адам Гонтьєр, Дейв Ломбардо, Томоясу Готеі та Крістіна Скаббіа. Для американського релізу новий запис пісні «I Don't Care» та новий мікс пісні «I'm Not Jesus» замінені оригінальними версіями.

## Список композицій
Всі пісні написані Ейкою Топінен.
1. «Worlds Collide» — 4:28
2. «Grace» (features Tomoyasu Hotei on guitar) — 4:09
3. «I'm Not Jesus» (Корі Тейлор у вокалі) — 3:34
4. «Ion» — 3:46
5. «Helden» (Тілль Ліндеманн у вокалі) — 4:18
6. «Stroke» — 4:32
7. «Last Hope» (features Dave Lombardo on drums) — 4:47
8. «I Don't Care» (Адам Гонтьєр у вокалі) — 3:57
9. «Burn» — 4:16
10. «S.O.S.» (Anything But Love) (features Cristina Scabbia on vocals) — 4:19
11. «Peace» — 5:49

## Special Edition

### Бонус-композиції
1. «Ural» — 5:41
2. «Lies» (Japanese release only) — 3:43
3. «Dreamer» — 3:36

### iTunes бонус-композиції
1. «I'm Not Jesus» (Pain Remix) (iTunes Exclusive) — 3:44
2. «I'm Not Jesus» (Albert Vorne Mix) (iTunes Exclusive) — 8:05

### DVD
1. «I'm Not Jesus» (Video)
2. «I'm Not Jesus» (Making of)
3. Interview
4. Interview in Japan (Japanese release only)
5. «Master of Puppets» (live) (Japanese release only)
6. «Betrayal» (live) (Japanese release only)
7. Photo Gallery

## Історія релізів
| Країна                        | Дата            |
| ----------------------------- | --------------- |
| Німеччина, Австрія, Швейцарія | 14 вересня 2007 |
| Мексика, Австралія            | 17 вересня 2007 |
| Росія                         | 19 вересня 2007 |
| Японія                        | 26 вересня 2007 |
| Ірландія                      | 28 вересня 2007 |
| Канада                        | 28 лютого 2008  |
| США                           | 15 квітня 2008  |

## Позиції в чартах
| Чарт (2007—2008)                      | Найвища позиція |
| ------------------------------------- | --------------- |
| Austrian Albums Chart                 | 13              |
| Finnish Albums Chart                  | 8               |
| Media Control Chart                   | 10              |
| Japanese Albums Chart                 | 118             |
| Swiss Music Chart                     | 10              |
| U.S. Billboard 200                    | 59              |
| U.S. Billboard Top Independent Albums | 7               |
| U.S. Billboard Top Rock Albums        | 7               |